# Eleanor Allen Moore
Eleanor Allen Moore (26 juillet 1885 - 17 septembre 1955) est une peintre britannique née en Irlande du Nord, membre du groupe de peintres femmes connues sous le nom de « Glasgow Girls ».

## Biographie

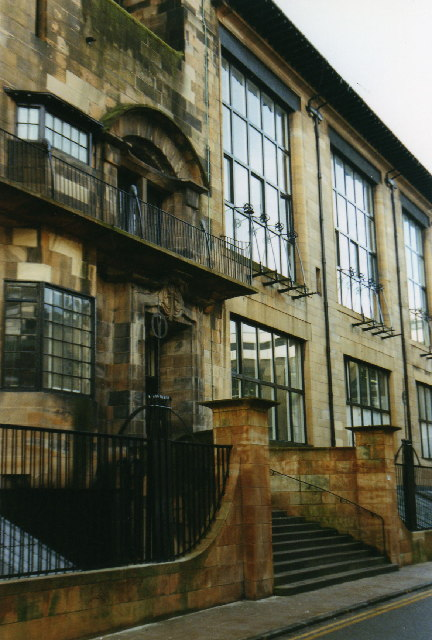
Glasgow School of Art, où Moore a étudié le dessin et la peinture.

Moore est née à Glenfield, Glenwherry, Comté d'Antrim en 1885. En 1888, elle déménage avec sa famille dans l'Ayrshire, en Écosse, où son père travaille comme pasteur à l'ancienne église paroissiale de Loudoun. Elle fréquente l'Académie Kilmarnock. De 1902 à 1907, elle étudie le dessin et la peinture à la Glasgow School of Art, où elle est une contemporaine de Norah Neilson Gray.
Pendant la Première Guerre mondiale, Moore est infirmière du Détachement d'aide volontaire à l'hôpital Craigleith d'Édimbourg. En 1922, Moore épouse le Dr Robert Cecil Robertson et elle donne naissance à leur fille, Ailsa, l'année suivante. En 1925, la famille s'installe à Shanghai, en Chine, où Robertson est nommé au conseil municipal de Shanghai. Moore continue à peindre à Shanghai, où elle s'inspire des scènes de rue et du delta du fleuve Yangtsé. Moore et sa fille sont évacuées de Shanghai vers Hong Kong pendant la guerre sino-japonaise en 1937 et  retournent en Écosse peu de temps après, bien qu'elle ait cessé de peindre. Son mari, le Dr Robertson, reste à Hong Kong jusqu'à sa mort en 1942.
Moore est décédée dans un hôpital d'Édimbourg en 1955. Elle et son mari font l'objet d'une exposition en 1997 qui s'est tenue au Dick Institute de Kilmarnock, qui contient plusieurs de ses œuvres, dont un grand autoportrait de trois quarts. Moore est incluse dans l'exposition Glasgow Girls à Kirkcudbright en 2010 et un livre sur les Glasgow Girls écrit par Alisa Tanner, la fille de Moore.